# Elias Palin
Erik Elias Palin, född den 9 juni 1993 i Täby, är en svensk skådespelare som är känd för sin roll i långfilmen Flykten till framtiden från 2016.

## Filmografi
- 2016 – Flykten till framtiden

### Fotnoter
1. ↑  Engbom, Lotten (2016-10-2016). ”Elias är Täbys nästa filmstjärna”. Stockholm Direkt. http://www.stockholmdirekt.se/nyheter/elias-ar-tabys-nasta-filmstjarna/reppjB!KOSVD9qyLakpAplYFrRiQ/. Läst 9 mars 2018.
2. ↑  Ahlstrand, Love (27 oktober 2016). ”Helt fel i tiden”. Mitt i Stockholm. Arkiverad från originalet den 9 mars 2018. https://web.archive.org/web/20180309054645/https://mitti.se/noje/kultur/elias-gor-huvudrollen-i-ny-storfilm/. Läst 9 mars 2018.